# Газеты объявлений в Германии

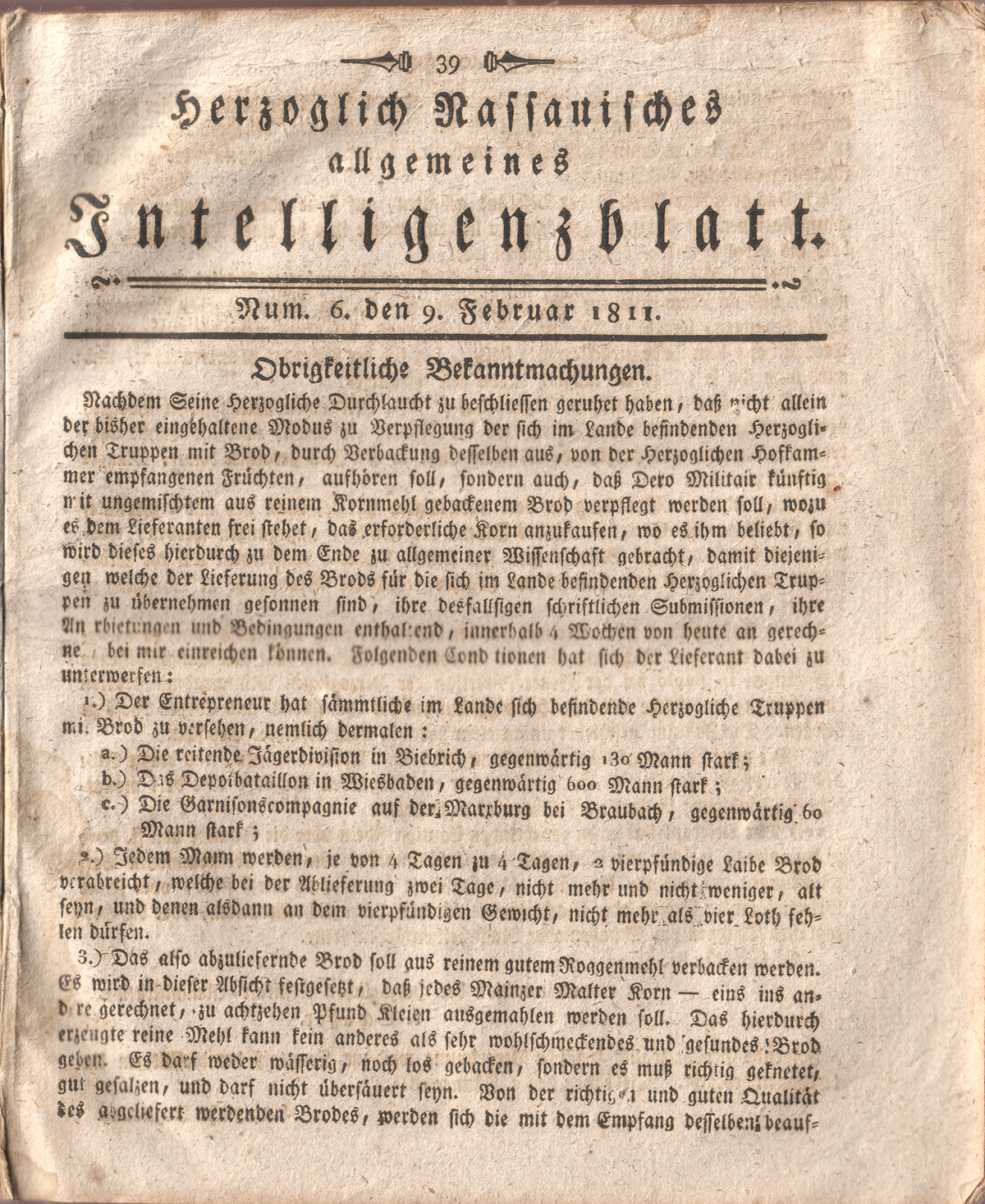
ГСП 1811 года из герцогства Нассау

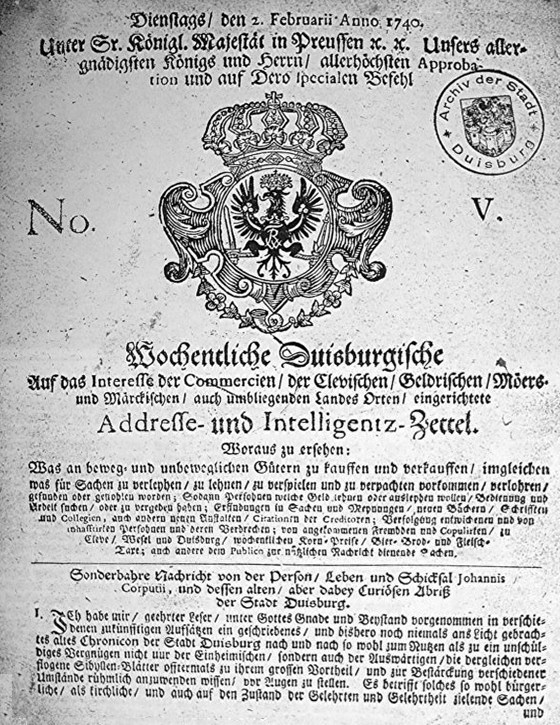
ГСП 1740 года из Дуйсбурга

Газеты объявлений (нем. Intelligenzblatt, Intelligenzwesen, англ. Advertisement → General Advertiser, Public Advertiser, Intelligencer) — одно из трёх (наряду с газетами и журналами) направлений в немецкой периодической прессе
Важно не путать два разных типа периодических изданий: «обыкновенную» газету и газету «спроса и предложения». В первой публиковались новости; вторая представляла собой изначально нечто наподобие общественного рынка, где каждый предлагал и оповещал других, о чём хотел, в том числе и государство. Это была газета полезной информации, в отличие от газет с политическими новостями, от которых мало практической пользы.

## Понятие и этимология
В русском языке для немецкого слова Intelligenzblatt, Intelligenzwesen, означающем один из трёх типов периодических изданий, появившихся в Европе в XVII веке, нет точного аналога. По смыслу его можно перевести как «газета спроса и предложения» (ГСП). Перевод как «газета частных объявлений» вводил бы в заблуждение, поскольку объявления в них были значительной частью не частные.
Немецкое слово состоит из двух частей: из латинского «intellégere», что значит «узнавать», и немецкого «Blatt» — «бумага, газета». Таким образом, Intelligenzblatt — это периодическое издание, в котором печатались «полезные для знания вещи», изначально различные предложения и анонсы. Современным аналогом первых таких изданий — их содержание менялось со временем — можно было бы назвать газету «Из рук в руки».

## История
Как ранее Мишель де Монтень во Франции, в Германии подобного рода желание («Было бы хорошо, если бы в городах были устроены определённые места, в которые могли бы обращаться все, кто в чём-то срочно нуждается, и чтобы там специальный служащий регистрировал их потребности.», 1580) высказал Вильгельм фон Шрёдер (Wilhelm von Schröder), только 100 лет спустя, в 1686 г.:
«И проблема в том, что не всегда известно или можно узнать то, что одному или другому необходимо знать; и чтобы что-то узнать, на это люди тратят много времени и большие издержки, причём зачастую напрасно и безрезультатно. И этот вред из-за того ещё больше, что страдать приходится всё время обеим сторонам, а именно: той, которая что-то ищет, и той, которая что-то имеет, о чём она хотела бы, чтобы другие об этом знали».
Первыми самостоятельными ГСП в Германии были франкфуртская (на Майне) «Wöchentliche Francfurter Frag- und Anzeigungs-Nachrichten», которую стал издавать с 5.1.1722 Антон Хайншайд (Anton Heinscheid), и гамбургская «Wöchentliche Hamburger Frag- und Anzeigungs-Nachrichten» (с 1724). Обе газеты выходили еженедельно. В венской ежедневной газете «Wiennerisches Diarium» с 1715 г появилась вкладка «Спрос и предложение», которая позже стала публиковаться самостоятельно.
В 1727 г специальные издания появились по распоряжению прусского короля в Берлине, Штетине, Кёнигсберге, Дуйсбурге, Миндене и Магдебурге.
В тюрингском герцогстве Саксен-Веймар-Эйзенах ГСП печатались с 1734 г. (по 1736) в Йене, с 1752 в Эйзенахе и Йене, с 1755 в Веймаре. В столице современной Тюрингии — Эрфурте — с 1746 г.
В конце XVIII века в Римской империи (немецкой нации) издавалось более 200 таких газет, более половины из них были «долгожителями», существовавшими по нескольку десятку лет. В одних лишь тюрингских государствах таких «долгожителей» было примерно 20.
В 1765 г. одна ГСП писала: «Число немецких газет спроса и предложения в наши дни столь велико, что ими можно было бы замечательно наполнить небольшую библиотеку… Почти в каждом, даже самом средненьком местечке в Германии есть своя газета спроса и предложения».
Для издательства ГСП, как и «обыкновенных» газет, необходимо было получить у правительства земли специальное разрешение.
Газета объявлений достигли наибольшего расцвета в XVIII веке и пришедшее в упадок к середине XIX века.

## Типология
- Первый тип: государство регламентировало содержание, гарантировало сбыт через абонементы и значительно участвовало в прибыли. Классическим примером считается Пруссия.
- Второй тип, более распространённый: менее регламентированный, гарантированного сбыта и абонементов не было, также как и участия государства в прибыли помимо обычного налогообложения. Типичными считаются лейпцигская и гамбургская газеты[9].

## Содержание
Помимо спроса и предложения частных лиц эти газеты публиковали также правительственные постановления, судебные решения, корабельные и торговые новости, извещения, предложения рабочих мест, театральные новости, списки прибывших чужеземцев, сдачи в аренду, денежные курсы, цены на товары, прогнозы погоды, призовые вопросы академий, стихи, трактаты по всевозможным экономическим темам. Они первыми, в отличие от «обычных» газет, начали печатать местные новости.
В последней трети XVIII века многие ГСП приняли народно-просветительский характер. «Они печатали басни, рассказы и поучения в виде диалогов, песен и притч. Многие из них открылись даже теологическим и общественно-политическим дебатам. Но в первую очередь они освещали полезные экономические вопросы. Они обсуждали проблемы сельского населения, давали советы по земледелию и скотоводству и надеялись, что их читатели — не обязательно крестьяне, а скорее приходские священники и учителя — будут распространять эту информацию. Таким образом, ГСП были печатным изданием, которое ещё до середины XIX в больше всего достигало „простого человека“». Иногда правительства земель издавали даже специальные указы, которыми предписывали каждой деревенской общине обязательную покупку ГСП и её публичное зачитывание.
Многие ГСП оповещали в первом номере читателей, каким темам они будут себя посвящать. Так, одна газета писала в 1760 г: «Пару слов о цели этого издания. Она та же, что и у поэзии: частично приносить пользу, частично — развлекать. Первое должны выполнять статьи, посвящённые нравственности, второе — юмористические». Вообще же полезность стояла у многих на первом месте. Один издатель, например, обещал «не печатать ни одной статьи, от которых коммерсанты и рабочий люд не могли бы получить значительной пользы». Другой обещал печатать те, «которые в жизни, а не со стороны хлеба, могут быть полезными».

## Значение ГСП для современников
Помимо общей экономической и просветительской пользы, которую несли ГСП, их появление и распространение повлекло за собой некоторые побочные эффекты:
- информация о различных ценах в разных районах и о курсах валют, которая раньше была «закрытой» и которую приходилось дорого покупать, стала публичной; это привело к урегулированию цен и развитию торговли;
- во многом пропала посредническая торговля;
- пропала роль ремесленных цехов как посредников в поиске работников;
- государственная деятельность стала по-настоящему публичной: до этого все новые постановления зачитывались либо в церквях, либо на рыночной площади и достигали лишь небольшого круга людей; с появлением ГСП деятельность государства становится значительно более известной и прозрачной народу, оно как бы выходит из тени, они сближаются[15]; из этого также следует, что
- правовое пространство — сложность получения информации об актуальных законах — перестаёт быть для населения «серой зоной» и принимает вполне определённую форму[15]. Важным исключением была Пруссия, в которой государство владело монополией на издание ГСП и лишь редко публиковало новые и старые указы[16].

## Значение ГСП для историков
ГСП являются ценным источником информации, среди прочего:
- о ценах;
- о менявшейся относительной ценности некоторых вещей, например кофе, табака и чая, которые в XVIII веке были очень дорогими;
- об исчезнувших общественных отношениях, например о продаже крепостных или о том, что кухарки и прислуга убегали от своих господ, так как работа и обращение с ними были слишком тяжёлыми;
- об обнародованиях всех общественных учреждений: госорганов, муниципальных органов, церкви, судов, нотариусов, аукционов;
- о целях приезда и происхождении чужеземцев, посещавших города. ГСП дают информацию о растущей роли третьего сословия (напр. торговцев) и показывают бывшие экономические связи регионов;
- о статистике населения: они, наряду с церковными книгами, являются для нас источником информации о рождениях, смертях, браках. С середины XVIII в. в ГСП стали появляться первые брачные объявления[17];
- о театральной жизни;
- о всех новых печатных издания, в том числе и книгах: все книготорговцы и издатели помещали объявления о своих новых поступлениях.

Долгое время, ещё с XVIII века, считалось, что прусские ГСП являлись типичными для всей Германии. Вердикт одного историка в 1930 г, что «если кто знает одну газету спроса и предложения, то он знает уже все, поскольку содержание их за мелкими исключениями всегда одно и то же», применим в какой-то степени к прусским ГСП, но по отношению ко всему жанру он неверен.
Газеты спроса и предложения как особый жанр прессы привлекли к себе в интерес немецких историков относительно недавно: в начале 1990-х. С тех пор было проведено множество исследований на эту тему, в том числе региональных и экземплярных, которые представили этот тип печатных изданий в новом свете, важном для истории культуры, экономики и социальной истории. Теперь он занимает постоянное место в книгах по истории прессы, наряду с («обыкновенными») газетами и журналами. Однако значением ГСП как особого жанра до сих пор мало кто занимался, и большое обобщающее исследование на эту тему остаётся предметом желания историков.

## Галерея

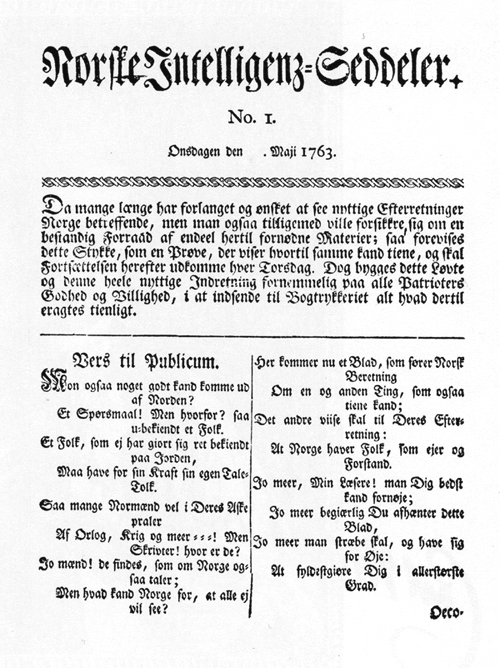
норвежская ГСП из Осло, 1763
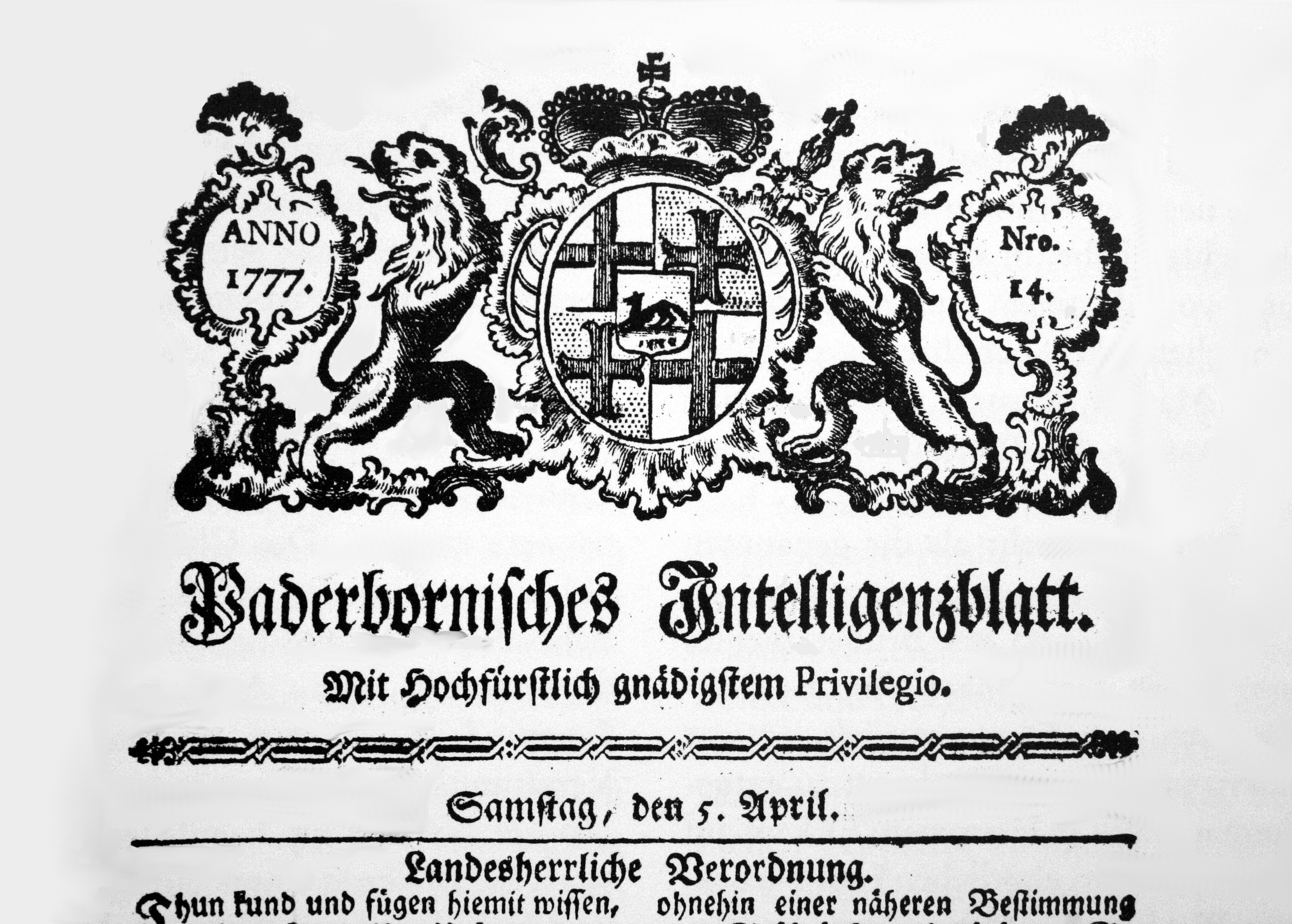
ГСП из Падерборна, 1777
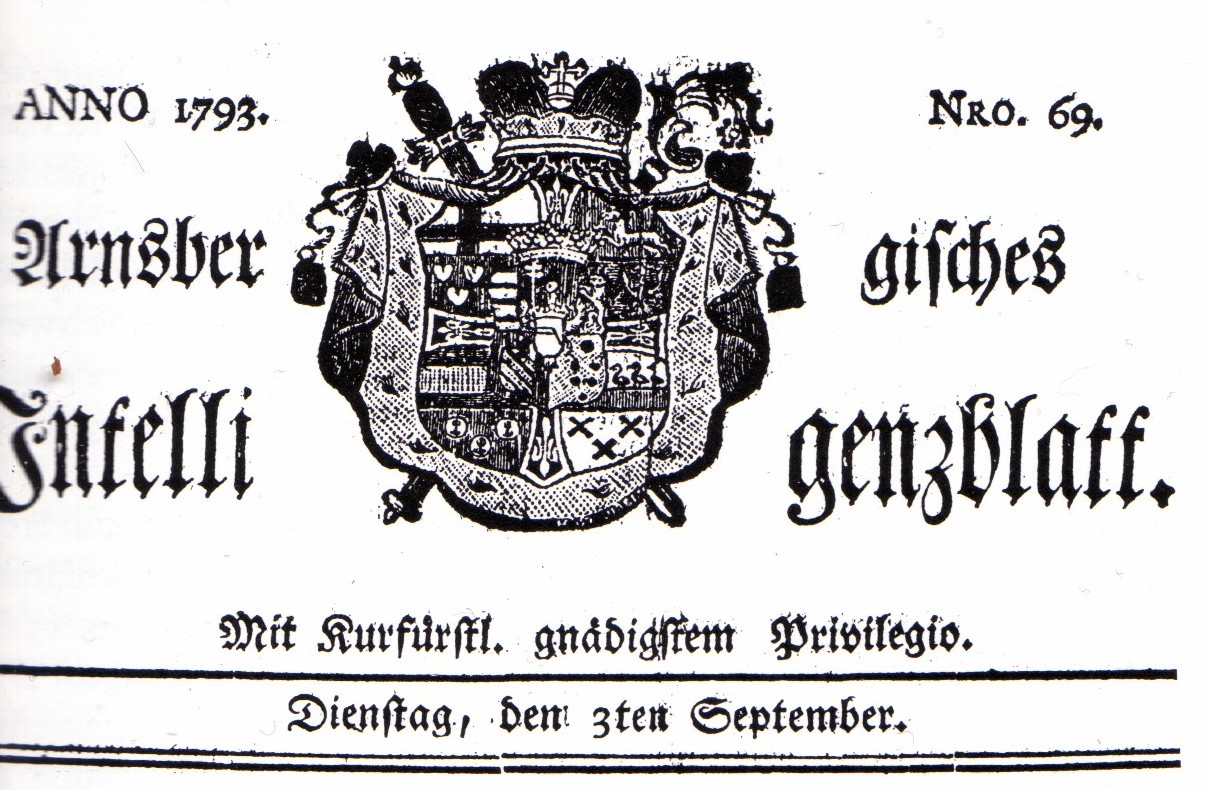
ГСП из Арнсберга, 1793
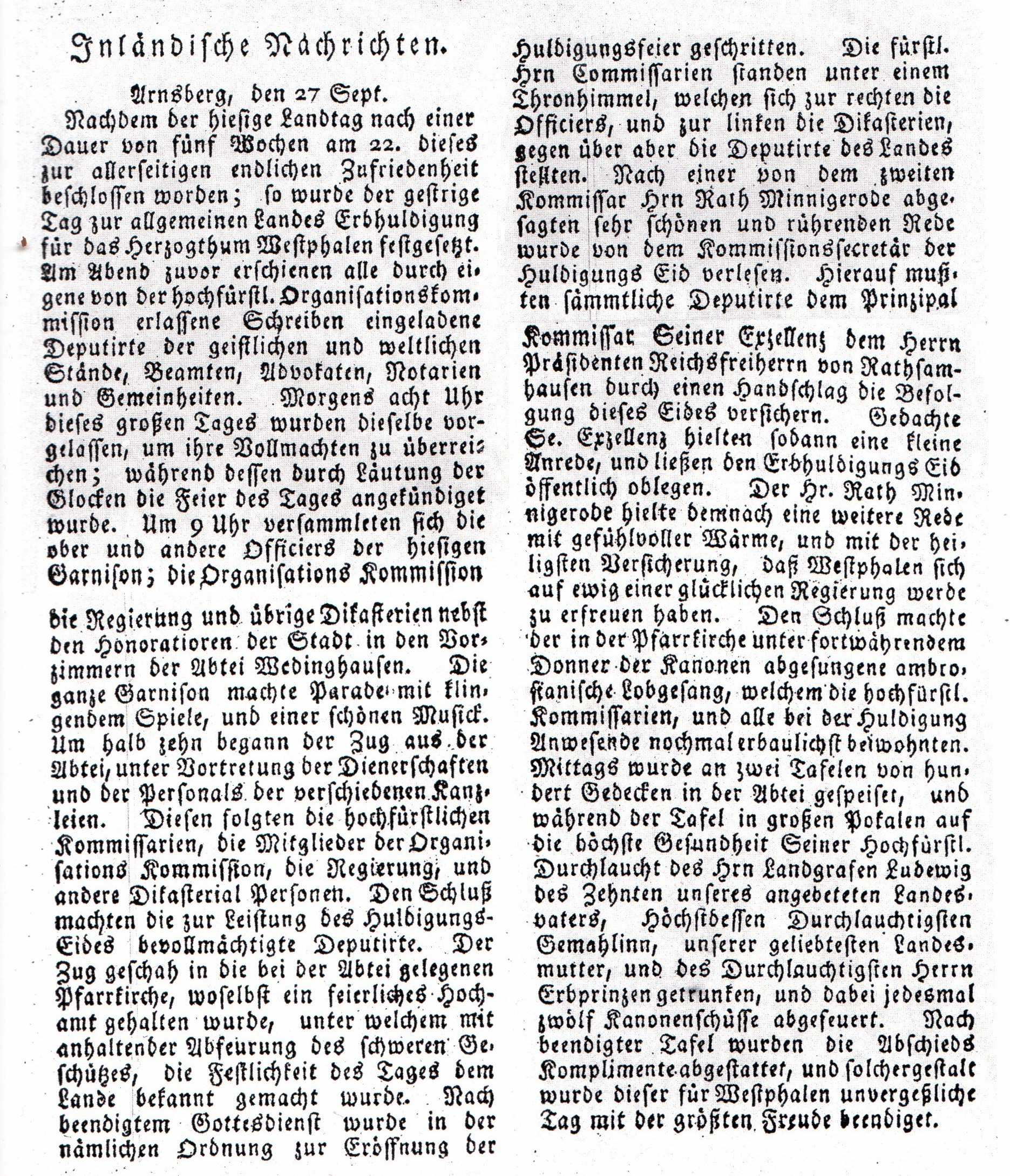
ГСП из Арнсберга, 1803
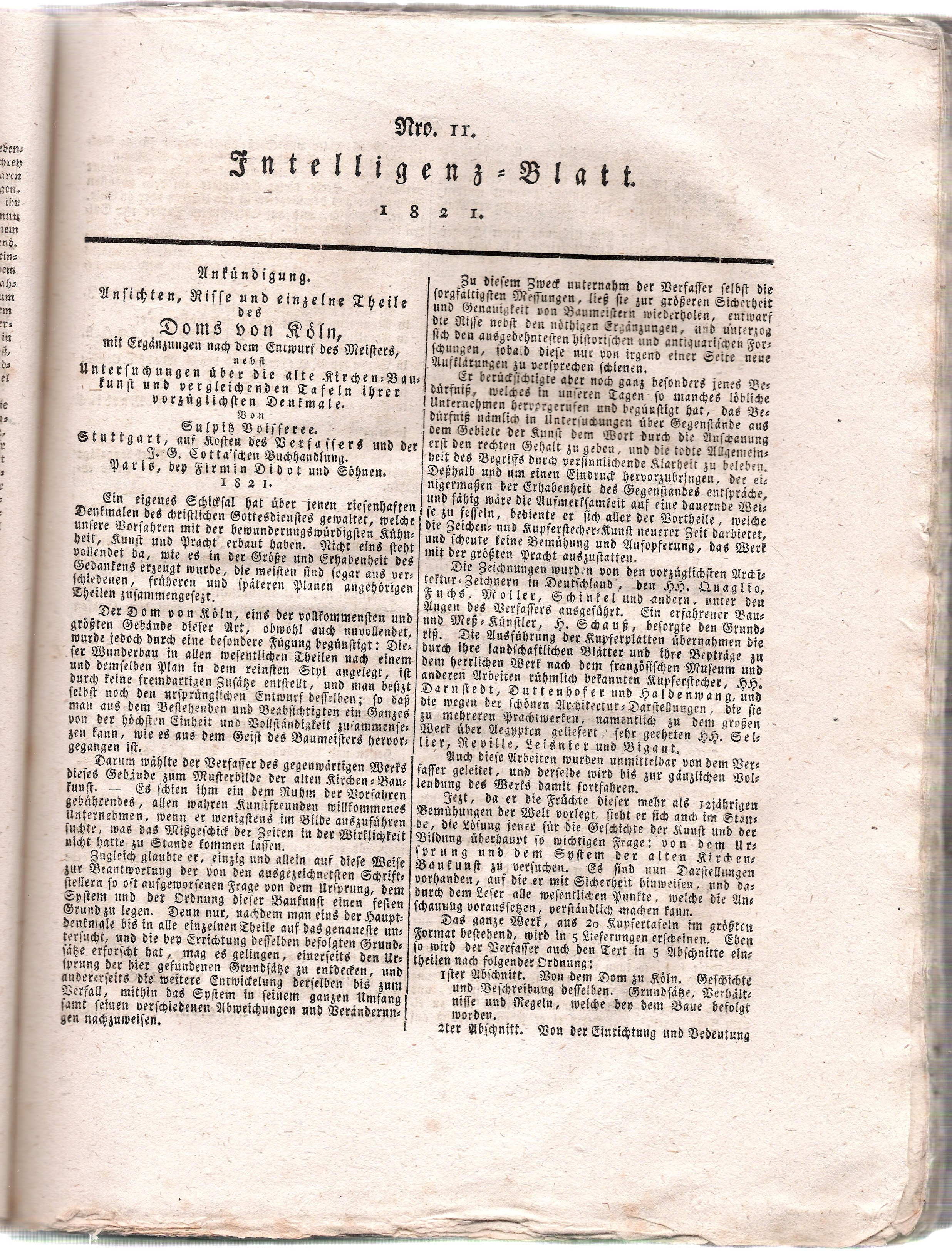
ГСП из Штутгарта, издательство Cotta, 1821